# Резолюция 8 на Съвета за сигурност на ООН
Резолюция 8 на Съвета за сигурност на ООН е приета на 29 август 1946 г., след като съветът разглежда кандидатурите на Народна социалистическа република Албания, Монголскта народна република, Афганистан, Хашемитското кралство Трансйордания, Република Исландия, Ирландия, Португалия, Сиам и Швеция за членство в Организацията на обединените нации. Резолюцията препоръчва на Общото събрание на ООН да приеме за членове на организацията Афганистан, Исландия и Швеция.
Резолюция 8 е приета, след като Съветът за сигурност изслушва доклада на специалния Комитет за приемане на нови членове на организацията, който доклад се отнася до молбите на Народна социалистическа република Албания, Монголската народна република, Афганистан, Хашемитското кралство Трансйордания, Република Исландия, Ирландия, Португалия, Сиам и Швеция за членство в организацията.
След проведените по въпроса дебати между членовете на съвета, в които всеки от тях има възможност да изкаже мнение за всяка от подадените молби, всяка една кандидатура е гласувана поотделно, като разпределението на гласовете за всяка страна е показано в таблицата по-долу.
| Албания                                                         | Бразилия, · Мексико, · Полша, · СССР, · Франция                                                                          | Нидерландия, · Обединено кралство, · САЩ | Австралия, · Египет, · Република Китай |
| Монголия                                                        | Бразилия, · Мексико, · Полша, · Република Китай, · СССР, · Франция                                                       | Нидерландия, · Обединено кралство, · САЩ | Австралия, · Египет                    |
| Афганистан                                                      | Бразилия, · Египет, · Нидерландия, · Мексико, · Обединено кралство, · Полша, · Република Китай, · САЩ, · СССР, · Франция |                                          | Австралия                              |
| Йордания                                                        | Бразилия, · Египет, · Нидерландия, · Мексико, · Обединено кралство, · Република Китай, · САЩ, · Франция                  | Полша, · СССР                            | Австралия                              |
| Ирландия                                                        | Бразилия, · Египет, · Нидерландия, · Мексико, · Обединено кралство, · Полша, · Република Китай, · САЩ, · Франция         | СССР                                     | Австралия                              |
| Португалия                                                      | Бразилия, · Египет, · Нидерландия, · Мексико, · Обединено кралство, · Република Китай, · САЩ, · Франция                  | Полша, · СССР                            | Австралия                              |
| Исландия                                                        | Бразилия, · Египет, · Нидерландия, · Мексико, · Обединено кралство, · Полша, · Република Китай, · САЩ, · СССР, · Франция |                                          | Австралия                              |
| Швеция                                                          | Бразилия, · Египет, · Нидерландия, · Мексико, · Обединено кралство, · Полша, · Република Китай, · САЩ, · СССР, · Франция |                                          | Австралия                              |
| Източник: 57ª сесия на Съвета за сигурност. Дневник на сесиите. | |                                          |                                        |

Резултатът от разглеждането на кандидатурите е обобщен от Съвета за сигурност в Резолюция 8, която препоръчва на Общото събрание да приеме за равноправни членове на организацията Афганистан, Исландия и Швеция. Резолюцията е приета с мнозинство от десет гласа, като единствено представителят на Австралия гласува въздържал се.